# 17841 Karenlucci
17841 Karenlucci è un asteroide della fascia principale. Scoperto nel 1998, presenta un'orbita caratterizzata da un semiasse maggiore pari a 2,640006 UA e da un'eccentricità di 0,048552, inclinata di 14,937915° rispetto all'eclittica. Ha un diametro di 5,426 km.